# Mohamed Nadir Shah
Mohamed Nadir Shah (también escrito Mohammed Nadir Shah) (en pastún: محمد نادر شاه‎; en urdu: محمد نادر شاہ‎; nacido Mohammed Nadir Khan; Dehradun, 9 de abril de 1883-Kabul, 8 de noviembre de 1933), fue rey de Afganistán entre 1929 y 1933. Anteriormente, sirvió como ministro de la Guerra, embajador de Afganistán ante Francia y general del Ejército Nacional Afgano. A su muerte le sucedió su hijo Mohamed Zahir Shah.

## Biografía

### Orígenes y carrera militar
Nadir Khan nació el 9 de abril de 1883 en Dehradun, entonces en la India británica.
Después de haber crecido en la India, Nadir Khan viajó por primera vez a Afganistán cuando su abuelo Mohammad Yahya recibió autorización para regresar del exilio por parte de los británicos y el rey Abdur Rahman Khan. Poco después entró en el Ejército y comenzó su carrera militar, ostentando el rango de brigadier en 1906. A comienzos del reinado de Amanulá Khan ya ostentaba el rango de general y lideró al Ejército Afgano durante la tercera guerra anglo-afgana. Su destreza militar le llevó a obtener varios éxitos militares sobre los británicos durante la contienda. Después del final de la contienda, en 1919, Nadir Khan fue nombrado ministro de la Guerra, y en 1924 fue enviado a Francia, donde ejerció como embajador de Afganistán en París.
A finales de 1928 estalló una rebelión de algunas tribus pastunes y fuerzas tayikas al mando de Habibulá Kalakani contra el monarca Amanulá Khan y sus políticas reformistas. Nadir Khan había sido exiliado por sus desacuerdos con el rey Amanulá, pero después de que Kalakani se hiciera con el control de Kabul y del trono, Nadir Khan regresó a Afganistán al frente de un potente Ejército. Kabul cayó el 13 de octubre de 1929, y poco después Kalakani fue capturado y fusilado junto a varios miembros de su círculo de confianza. Dos días después Nadir Khan se convirtió en el nuevo rey.

### Rey de Afganistán
Como sah de Afghanistán, Nadir Khan no tardó mucho tiempo en abolir muchas de las reformas que había promulgado Amanulá, aunque a pesar de estas medidas los rebeldes religiosos continuaron su lucha. Para 1930, además de haber convocado al Loya yirga para legitimar su ascenso al trono, todavía continuaban las rebeliones de las tribus shinwari y tayikas. Además, ese año una fuerza militar soviética cruzó la frontera en persecución de un caudillo uzbeko cuyas fuerzas habían hostigado a los soviéticos desde su santuario en Afganistán. El Ejército afgano condujo a la frontera a la banda de uzbekos y para finales de 1931 la mayor parte de sublevaciones habían sido reprimidas.
Después de esa fecha, sus esfuerzos se centraron en reorganizar el país y la estructura del estado después de varios años de guerra, lo que resultó contradictorio, en contraste con la política inicial de revertir las reformas de Amanulá. Nadir Khan procedió a reabrir escuelas, una facultad de Medicina, y promulgó una nueva Constitución que instauraba un parlamento bicameral. También promulgó la obligatoriedad del sistema educativo.
Nadir Shah también reprimió a los partidarios del antiguo rey Amanulá, que intentaron conseguir sin éxito el regreso de éste. En 1932 fue ejecutado Ghulam Nabi, uno de los jefes de los grupos pro-Amanulá. Además, también fueron reprimidos otros grupos tribales y étnicos de Afganistán.

### Asesinato
El 8 de noviembre de 1933, Nadir Khan se encontraba visitando un Instituto de Enseñanza secundaria cuando fue asesinado por Abdul Khaliq quien le disparó con una M1911 del calibre 45. durante una ceremonia de graduación. Abdul Khaliq, de etnia hazara, fue inmediatamente detenido y posteriormente ejecutado después de haber sido torturado. De acuerdo con Hafizullah Emadi, «el gobierno arrestó a Abdul Khaliq, su familia, sus amigos, y aprovechó la oportunidad que se le brindaba para arrestar a otros potenciales rivales y ejecutarlos bajo la acusación de haber conspirado para asesinar al rey Nadir».

## Títulos y tratamientos
Esta tabla aún no está actualizada. Puedes contribuir aportando información sobre títulos y tratamientos de esta persona.